# 樽砧
樽砧（たるきぬた、たるぎぬた）は、新潟市の中心部旧市街に伝わる、木樽を用いた踊りなどの伴奏法。また、その伴奏を用いた花柳界の遊戯の一種。

## 概要
木製の醤油樽ないしは酒樽を台の上に置き、両手に持った木槌で樽の上面と側面を交互に叩き、軽快なリズムを作り出す。またかつての新潟には花街が存在したが、樽砧の伴奏に合わせて芸妓と客がじゃんけんをして遊ぶ遊戯があり、尾崎紅葉によって「短世の　夢ならさめな　樽ぎぬた」と詠われている。

## 歴史
新潟周辺では『新潟甚句』などの民謡の伴奏に欠かせないもので、かつては民間に多くの奏者がいたが、第二次大戦後、録音技術の発達に伴い奏者が減少した。当時の新潟市民の有志によって1968年「樽砧保存会」が設立され、学校の児童・生徒などを対象に講習を行ってきたが減少に歯止めがかからず、2003年頃には保存会も休会状態になっていたが、2002年から始まった『にいがた総おどり』の伴奏に樽砧が使われることから、再び一般市民を対象に講習会が行われている。

## 樽砧（菓子）
なお、新潟県内に展開する生菓子チェーン店『大阪屋』に『樽砧』と名付けられた商品がある。柚子の香りがする餡を用いた和風ロールケーキである。